# Linda assamensis
Linda assamensis là một loài bọ cánh cứng trong họ Cerambycidae.